# Heinrich Berger (Radsportler)
Heinrich Berger (* 22. November 1985 in Berlin) ist ein deutscher Straßenradrennfahrer.
Berger begann seine Karriere 2007 beim deutschen Team Notebooksbilliger.de. Hier wurde er unter anderem Zweiter beim Großen Preis der Haspa Hamburg-Volksdorf. In der Saison 2009 belegte Berger den vierten Platz bei einem Rennen im dänischen Padborg. Im darauffolgenden Jahr konnte er eine Etappe der Tour of Romania für sich entscheiden und errang somit seinen ersten offiziellen UCI-Sieg. Zudem gelang ihm noch ein dritter Etappenrang. Im gleichen Jahr gelang ihm ein weiterer Sieg bei der Tour of Szeklerland. Bei der Tour du Faso 2011 konnte er als erster Deutscher seit 2003 wieder eine Etappe gewinnen. Neben dem Sieg auf der 6. Etappe, belegte er auf der 8. Etappe Rang 3.

## Erfolge
2010
- eine Etappe Tour of Romania
- eine Etappe Tour of Szeklerland

2011
- eine Etappe Tour du Faso

## Teams
- 2007: Team Notebooksbilliger.de
- 2010: Stevens Racing Team
- 2014: KED-Stevens Rad Team Berlin